# Flashing Spurs (film 1924)
Flashing Spurs è un film muto del 1924 diretto da B. Reeves Eason. Scritto e sceneggiato da William Lester, il film aveva come interpreti principali Bob Custer, Edward Coxen e Marguerite Clayton nel doppio ruolo di due sorelle gemelle. Gli altri attori erano Joseph Bennett, William T. Hayes, William Malan, Andrew Waldron, Park Frame.

## Trama
Durante una visita a New York un ranger, il sergente Stuart, si trova coinvolto in una lotta impari contro due uomini armati. Riesce a fuggire, rifugiandosi nella stanza d'albergo di Rena Holden, una donna da cui lui si sente molto attratto. In seguito, dopo la misteriosa scomparsa di Rena, Stuart, cercando degli indizi nella sua camera, arriva alla conclusione che la donna appartenga alla banda Clammert, una gang che sta progettando di scassinare la cassaforte del padre di Rena, John Holden. Il ranger parte per il West, alla miniera di Holden, dove incontra una donna che lui scambia per Rena: in realtà, si tratta di Ruth, la sua sorella gemella. Catturato dagli uomini di Clammert, Stuart viene lasciato legato vicino a una roccia che è fatta esplodere. Riuscito a fuggire, si riunisce a Rena, che lo aiuta a salvare la sorella aggredita da Clammert. Nello scontro, Rena rimane ferita: racconta allora a Stuart di aver aiutato la banda solo perché Clammert la ricattava. Stuart, innamorato, la perdona e lei accetta la sua proposta di matrimonio.

## Produzione
Il film fu prodotto dall'Independent Pictures.

## Distribuzione
Il copyright del film, richiesto dalla Independent Pictures, fu registrato il 29 dicembre 1924 con il numero LP21004.
Distribuito dalla Film Booking Offices of America, il film - presentato da Jesse J. Goldburg - uscì nelle sale cinematografiche statunitensi il 14 dicembre 1924.
Non si conoscono copie ancora esistenti della pellicola che viene considerata presumibilmente perduta.